# Gravimetria (geodézia)
A gravimetria a geodézia azon ága, ami a Földön a nehézségi gyorsulás, ma gyakrabban gravitáció mérésével foglalkozik, és a gravitációs térerősség felmérését jelenti a Föld különböző részein, valamint mérőeszközök kifejlesztésével, kifinomításával, kalibrálásával, mérési eljárások kidolgozásával. Ezt a tudományos munkát akkor végezzük, amikor vagy magát a térerősség értékét, vagy az ezt okozó, illetve befolyásoló anyag tulajdonságait kívánjuk felderíteni.

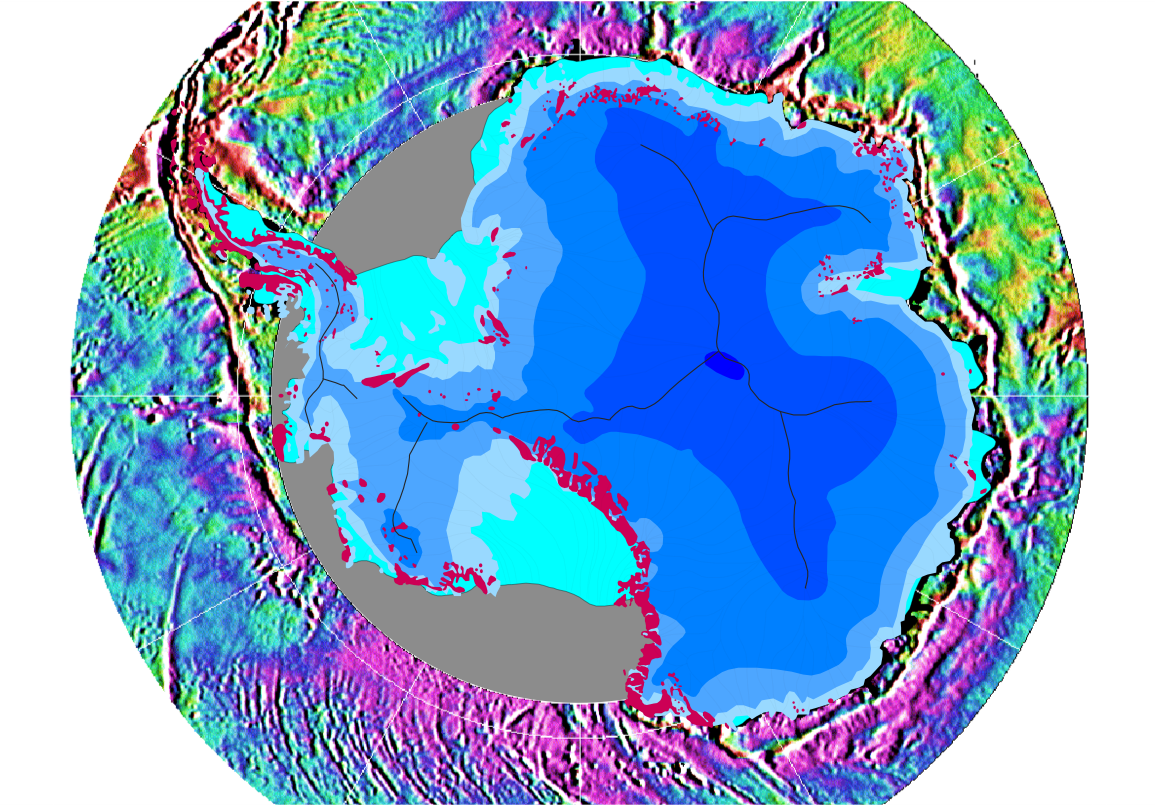
Gravitációs anomáliák a Déli-óceán területén itt hamis-szín relief-ben, vagyis felületi képen. A kilengési amplitúdó -30 mGal (magenta) és +30 mGal (red) között változik. A kép a normalizált állapotot mutatja a szélesség hatásának kiegyenlítésére

A gravimetria kifejezés az analitikai kémiában az anyag összetételének az összetevő(k) vagy azok meghatározott vegyülete súlyának mérése alapján végzett meghatározást is jelentheti. Ezzel a témával az Analitikai kémia cikk foglalkozik, bővebben pedig a Gravimetria (analitikai kémia) cikk.

## A gravitáció egységei
A gravitációt a gyorsulás dimenziójában fejezzük ki. Az SI (Système Internationale, vagyis Nemzetközi Rendszer) egységeivel méter per négyzet-másodperc (m/s². A CGS rendszerben egységének neve a Galileiről elnevezett Gal, vagy teljes nevével galileo. Ennek dimenziója 1 centiméter per négyzet másodperc (cm/s²), átlagértéke a Föld felszínén az úgynevezett normál gravitáció, gn = 9,80665 m/s². A  gn értéke nagyjából megegyezik a gravitációs gyorsulás értékével a Föld felszínén, bár ez a valóságban helyről helyre változik.

## Fordítás
- Ez a szócikk részben vagy egészben  a   gravimetry című angol Wikipédia-szócikk fordításán alapul.  Az eredeti cikk szerkesztőit annak laptörténete sorolja fel. Ez a jelzés csupán a megfogalmazás eredetét és a szerzői jogokat jelzi, nem szolgál a cikkben szereplő információk forrásmegjelöléseként.